# Dicranomyia (Euglochina) captiosa
Dicranomyia (Euglochina) captiosa is een tweevleugelige uit de familie steltmuggen (Limoniidae). De soort komt voor in het Oriëntaals gebied.